# Рольвіц
Рольвіц (нім. Rollwitz) — громада в Німеччині, розташована в землі Мекленбург-Передня Померанія. Входить до складу району Передня Померанія-Грайфсвальд. Складова частина об'єднання громад Юкер-Рандов-Таль.
Площа — 35,57 км2. Населення становить 903 ос. (станом на 31 грудня 2020).

## Галерея

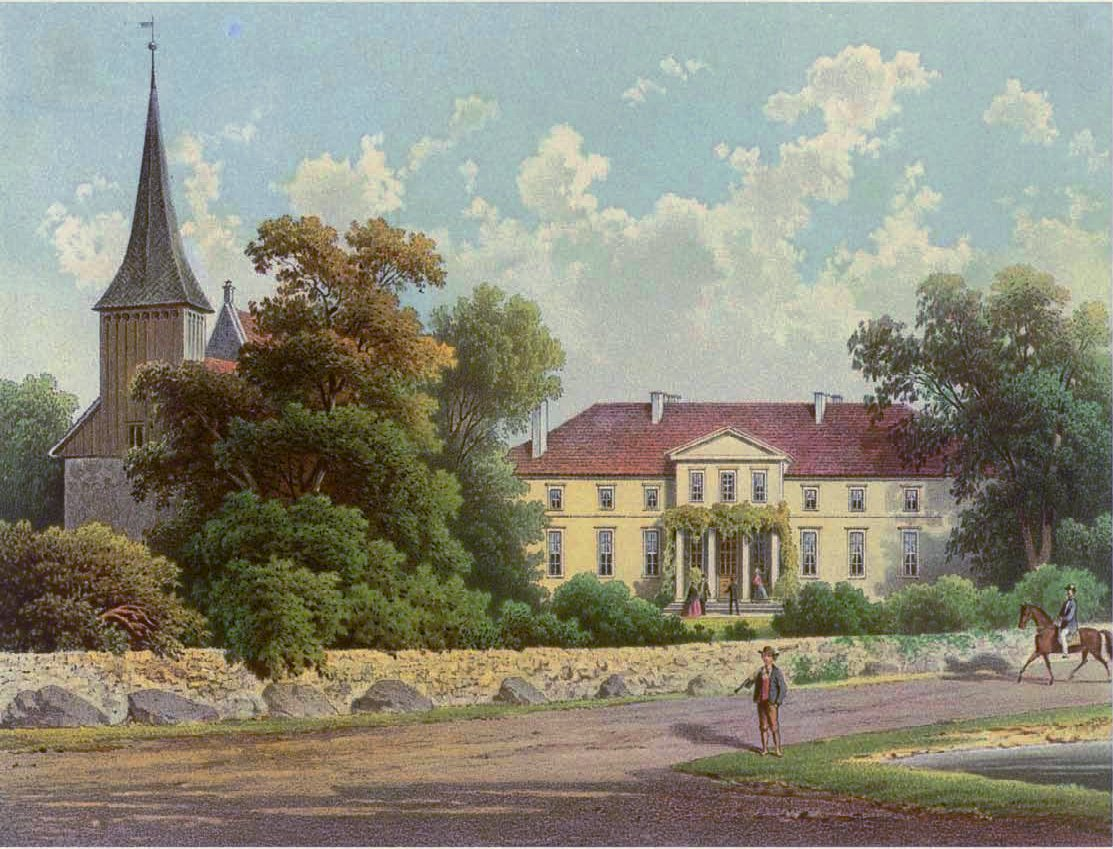